# Uzi Kalchheim

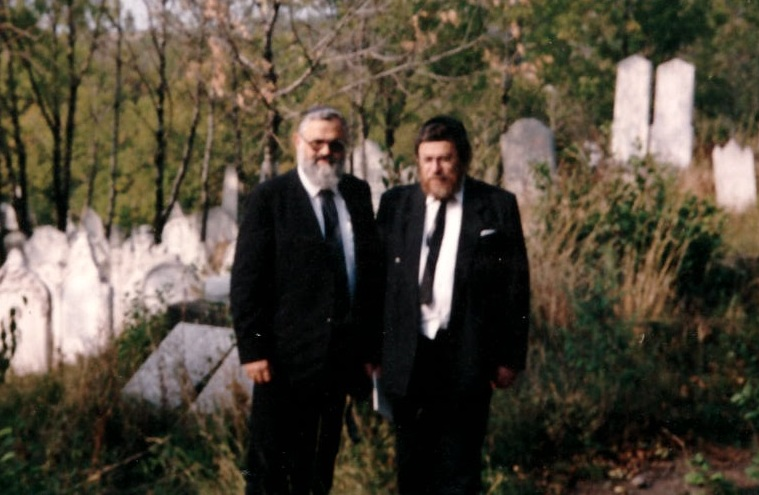
Rav Uzi Kalchheim a Rav Efraim Sidon v Mikulově.jpg

Rabi Uzi Kalchheim (hebrejsky עוזי קלכהיים‎), (žil 17. září 1935 – 20. dubna 1994) byl izraelský rabín, činný i v Praze.

## Biografie
Narodil se v Haifě, odkud se rodina přestěhovala do Tel Avivu a posléze do Jeruzaléma. Jeho otec Moše byl činný v hnutí ha-Po'el ha-Mizrachi.
Vystudoval pod vedením žáků rabína Avrahama Jicchaka Kooka (zejména r. Elimelecha Bar Ša'ula) na několika ješivách mimo jiné na jeruzalémské ješivě Merkaz ha-rav či Machon Ariel. Smichu (rabínský titul) obdržel od rabína Šloma Zalmana Ojrbacha. Od roku 1970 byl rabínem v Even Šmu'el, odkud se po několika letech vrátil do Jeruzaléma a byl rabínem synagogy ve čtvrti Giv'at Ša'ul. Více než 30 let vyučoval na různých ješivách, včetně ješivy Merkaz ha-Rav. Byl jedním ze zakladatelů michlaly (koleje) Orot Jisra'el a ústavu Erec chemda.
Byl považován za předního znalce díla pražského Maharala.
Na počátku devadesátých let měl velký vliv na obnovu židovského náboženského života v Praze, kam často dojížděl a stal se předsedou místního bejt din, rabínského soudu, který roku 1992 ustavil nový pražský rabín a jeho žák Efraim K. Sidon. Pražskou Midrašu Tiferet Uzi založil a pojmenoval jeho žák po něm a rodina Kalchheim jí věnovala mnoho knih.
Je po něm pojmenována ulice v jeruzalémské čtvrti Ramat Šlomo.
Roku 1996 vyšla k uctění jeho památky kniha Ješuot Uzo s mesiášskými a vykupitelskými tématy - na památku rabi Uziho Kalchaima zc¨l.

## Z díla
- Aderet emuna (Plášť víry). Jeruzalém 1975.
- Erec mul šamajim (Země oproti nebi). Midrašej gešem erec-jisra'elijim. Jeruzalém 2004.
- Be'er meged jerachim (Studnice sladkosti měsíců)
- Širat uma le-arcah (Zpěv národa jeho zemi)